# Кочићево (Градишка)
Кочићево је насељено мјесто на подручју града Градишка, Република Српска, БиХ. Према попису становништва из 1991. у насељу је живјело 631 становника. До 04. јуна 1951. године званични назив насеља био је „Јунузовци”.

## Географија
Налази се између Нове Тополе и Српца.

## Култура
Данас окосницу културног живота Кочићева и околних села чине активности Централног културно-умјетничког друштва „Лепа Радић” Градишка преко свог огранка „Младост” Кочићево.
Мјесна заједница и ЦКУД су склопили договор о сарадњи са циљем обнављања и унапређења културног живота на овом дијелу општине Градишка.
Велики интерес и подршка грађана, првенствено дјеце, гарант су успјешног рада на унапређењу свих активности планираних од стране ЦКУД-а и Мјесне заједнице.

## Историја
У Кочићеву се налази археолошко налазиште из доба млађег каменог доба неолита, које су пронашли археолози Музеја Републике Српске. Налазиште датира из периода од 4.800. до 4.600. године прије нове ере. Налази се на мјесту некадашње обале ријеке Врбас. На овом локалитету су од 18. до 29. марта 2013. вршена археолошка ископавања којима је руководила мр Ивана Панџић.
Католички свештеник, фрањевац фра Томо Ивковић, у канонским походима 1626-1630. године спомиње у својим записима село Јунузовце — садашње Кочићево (преименовано 1950). Обилазећи бањалучке жупе навео је чак и податак о броју кућа и становништву. „30 кућа од тога 4 католичке куће са укупно 362 становника.” Податак датира из 1742 године. Тадашњи Јунузовци се споминју као посебно село још 1737. године иако се из тих записа не наводи посебно по чему.

## Становништво
| Националност       | 1991. | 1981. | 1971. | 1961. |
| Срби               | 596   | 703   | 760   | 869   |
| Југословени        | 29    | 29    | 4     |       |
| Црногорци          |       | 3     |       |       |
| Хрвати             | 2     | 2     | 1     |       |
| Муслимани          | 1     | 1     |       |       |
| остали и непознато | 3     | 2     | 10    | 1     |
| Укупно             | 631   | 740   | 775   | 870   |

| Демографија | Демографија | Демографија |
| Година      | Становника  | Становника  |
| ----------- | ----------- | ----------- |
| 1961.       | 870         |             |
| 1971.       | 775         |             |
| 1981.       | 740         |             |
| 1991.       | 619         |             |

### Породична презимена
- Стијаковић[1]
- Чанић
- Мутић
- Гаковић
- Новаковић
- Бараћ
- Агић
- Барашин
- Вишњић
- Видовић
- Марјановић
- Цвијић
- Дамјановић
- Кнежевић
- Јаковљевић
- Иваштанин
- Јањетовић
- Васиљевић
- Ећимовић
- Јагодић
- Бабић
- Деспотовић
- Зељић
- Дринић
- Малинић
- Слијепчевић
- Мирјанић
- Боројевић
- Милаковић
- Вукотић